# آیزاک رند
آیزاک رند (به انگلیسی: Isaac Rand)، (زاده ۱۶۷۴ - درگذشته ۱۷۴۳) گیاه‌شناس و عطار انگلیسی، مدرس و مدیر باغ پزشکی چلسی بود.

## زندگی
آیزاک احتمالاً پسر جیمز رند بود، کسی که در سال ۱۶۷۴ همراه با ۱۳ نفر دیگر از اعضای جامعهٔ عطاران موافقت کرد دور باغ پزشکی چلسی دیواری کشیده شود. پیش از آن آیزاک در هیمارکت، لندن در ۱۷۰۰ عطار بود.
دواسون ترنر سال مرگ او را ۱۷۴۳ نوشته است. (مکاتبات ریچاردسون، صفحه ۱۲۵)